# Diócesis de Bunda
La diócesis de Bunda (en latín: Dioecesis Bundana, en inglés: Roman Catholic Diocese of Bunda y en suajili: Jimbo Katoliki la Bunda) es una circunscripción eclesiástica de la Iglesia católica en Tanzania. Se trata de una diócesis latina, sufragánea de la arquidiócesis de Mwanza, que tiene al obispo Simon Chibuga Masondole como su ordinario desde el 6 de abril de 2021.

## Territorio y organización
La diócesis tiene 5530 km² y extiende su jurisdicción sobre los fieles católicos de rito latino residentes en el distrito de Bunda en la región de Mara y el distrito de Ukerewe en la región de Mwanza.
La sede de la diócesis se encuentra en la ciudad de Bunda, en donde se halla la Catedral de San Pablo. 
En 2018 en la diócesis existían 22 parroquias.

## Historia
La diócesis fue erigida el 27 de noviembre de 2010 con la bula Cum esset petitum del papa Benedicto XVI, obteniendo el territorio de la arquidiócesis de Mwanza y de la diócesis de Musoma.

## Estadísticas
De acuerdo al Anuario Pontificio 2019 la diócesis tenía a fines de 2018 un total de 310 415 fieles bautizados.
| Año                                                                             | Población            | Población | Población      | Sacerdotes | Sacerdotes    | Sacerdotes    | Bautizados por sacerdote | Diáconos permanentes | Religiosos | Religiosos | Parroquias |
| Año                                                                             | Bautizados católicos | Total     | % de católicos | Total      | Clero secular | Clero regular | Bautizados por sacerdote | Diáconos permanentes | Varones    | Mujeres    | Parroquias |
| ------------------------------------------------------------------------------- | -------------------- | --------- | -------------- | ---------- | ------------- | ------------- | ------------------------ | -------------------- | ---------- | ---------- | ---------- |
| 2010                                                                            | 335 000              | 1 023 397 | 32.7           | 22         | 20            | 2             | 15 227                   |                      |            | 20         | 13         |
| 2012                                                                            | 252 940              | 1 090 000 | 23.2           | 19         | 16            | 3             | 13 312                   |                      | 3          | 33         | 14         |
| 2015                                                                            | 285 000              | 1 170 000 | 24.4           | 20         | 13            | 7             | 14 250                   |                      | 7          | 26         | 19         |
| 2018                                                                            | 310 415              | 1 276 730 | 24.3           | 26         | 18            | 8             | 11 939                   |                      | 8          | 29         | 22         |
| Fuente: Catholic-Hierarchy, que a su vez toma los datos del Anuario Pontificio. |                      |           |                |            |               |               |                          |                      |            |            |            |

## Episcopologio
- Renatus Leonard Nkwande (27 de noviembre de 2010-11 de febrero de 2019 nombrado arzobispo de Mwanza)
  - Sede vacante (2019-2021)
- Simon Chibuga Masondole, desde el 6 abril de 2021